# جری رایس
 جری رایس (انگلیسی: Jerry Rice؛ زادهٔ ۱۳ اکتبر ۱۹۶۲) یک ورزشکار اهل ایالات متحده آمریکا است.